# كاثرين ماكورد
كاثرين ماكورد (بالإنجليزية: Catherine McCord)‏ هي عارضة وصحفية وممثلة أمريكية، ولدت في 10 مايو 1974 في لويفيل في الولايات المتحدة.

## وصلات خارجية
- كاثرين ماكورد على موقع IMDb (الإنجليزية)
- كاثرين ماكورد على موقع ألو سيني (الفرنسية)
- كاثرين ماكورد على موقع قاعدة بيانات الفيلم (الإنجليزية)
- كاثرين ماكورد على موقع كينوبويسك (الروسية)
- كاثرين ماكورد على موقع دليل عارضات الأزياء (الإنجليزية)